# ريتشي إدواردز
ريتشي إدواردز (بالإنجليزية: Richey Edwards) (و. 1967 – 2008 م) هو عازف قيثارة، وكاتب أغاني، وشاعر غنائي من المملكة المتحدة، وويلز، يستخدم آلات قيثارة، توفي في كارديف، عن عمر يناهز 41 عاماً.

## التعليم
تعلم في جامعة سوانسي.

## وصلات خارجية
- ريتشي إدواردز على موقع IMDb (الإنجليزية)
- ريتشي إدواردز على موقع ميوزك برينز (الإنجليزية)
- ريتشي إدواردز على موقع أول ميوزيك (الإنجليزية)
- ريتشي إدواردز على موقع أول ميوزيك (الإنجليزية)
- ريتشي إدواردز على موقع ديسكوغز (الإنجليزية)

- ريتشي إدواردز في قاعدة بيانات الأفلام على الإنترنت